# Haumania leonardiana
Haumania leonardiana là một loài thực vật có hoa trong họ Marantaceae. Loài này được C.M.Evrard & Bamps mô tả khoa học đầu tiên năm 1959.